# ライアン・スパン
ライアン・スパン（Ryan Spann、1991年8月24日 - ）は、アメリカ合衆国の男性総合格闘家。テネシー州メンフィス出身。フォルティスMMA所属。元LFAライトヘビー級王者。

## 来歴

### 総合格闘技
2013年、プロ総合格闘技デビュー。ローカル団体で18戦13勝の戦績を残し、LFAライトヘビー級王座を獲得した。
2018年6月19日、Dana White's Contender Series 10でエミリアーノ・ソルディと対戦し、開始26秒にギロチンチョークで一本勝ちを収め、UFCとの契約権を獲得した。

### UFC
2018年9月22日、UFC初参戦となったUFC Fight Night: Santos vs. Andersでルイス・エンリケと対戦し、3-0の判定勝ち
2020年9月19日、UFC Fight Night: Covington vs. Woodleyでライトヘビー級ランキング11位のジョニー・ウォーカーと対戦。左フックでダウンを奪ったものの、タックルを仕掛けた際に側頭部への肘打ち連打とパウンドで1RKO負け。
2021年3月13日、UFC Fight Night: Edwards vs. Muhammadでライトヘビー級ランキング11位のミシャ・サークノフと対戦し、左フックでダウンを奪いパウンドで1RTKO勝ち。パフォーマンス・オブ・ザ・ナイトを受賞した。
2021年9月18日、UFC Fight Night: Smith vs. Spannでライトヘビー級ランキング6位のアンソニー・スミスと対戦し、リアネイキドチョークで1R一本負け。
2022年5月14日、UFC on ESPN: Błachowicz vs. Rakićでイオン・クテラバと対戦し、ギロチンチョークで1R一本勝ち。パフォーマンス・オブ・ザ・ナイトを受賞した。
2022年11月12日、UFC 281でライトヘビー級ランキング7位のドミニク・レイエスと対戦し、左ジャブから右フックで1RKO勝ち。この試合はスパンの体重超過により、206.6ポンドのキャッチウェイト契約で行われた。
2023年3月11日、UFC Fight Night: Yan vs. Dvalishviliでライトヘビー級ランキング6位のニキータ・クリーロフと対戦し、三角絞めで1R一本負け。
2024年10月5日、UFC 307でオヴィンス・サンプルーと対戦し、ギロチンチョークで1R一本勝ち。パフォーマンス・オブ・ザ・ナイトを受賞した。

## 人物・エピソード
- スーパーマンの異名を持ち、胸部中央にスーパーマンのロゴのタトゥーを入れている。

## 戦績
| 総合格闘技 戦績 | 総合格闘技 戦績 | 総合格闘技 戦績 | 総合格闘技 戦績 | 総合格闘技 戦績 | 総合格闘技 戦績 | 総合格闘技 戦績 |
| --------------- | --------------- | --------------- | --------------- | --------------- | --------------- | --------------- |
| 34 試合         | (T)KO           | 一本            | 判定            | その他          | 引き分け        | 無効試合        |
| 23 勝           | 6               | 14              | 3               | 0               | 0               | 0               |
| 11 敗           | 5               | 3               | 3               | 0               | 0               | 0               |

| 勝敗 | 対戦相手                         | 試合結果                            | 大会名                                                      | 開催年月日     |
| ○    | ルーカス・ブジェスキー           | 1R 2:47 ギロチンチョーク            | UFC 318: Holloway vs. Poirier 3                             | 2025年7月19日  |
| ×    | ワルド・コルテス・アコスタ       | 2R 4:48 KO（左フック→パウンド）     | UFC Fight Night: Vettori vs. Dolidze 2                      | 2025年3月15日  |
| ○    | オヴィンス・サンプルー           | 1R 1:35 ギロチンチョーク            | UFC 307: Pereira vs. Rountree                               | 2024年10月5日  |
| ×    | ボグダン・グスコフ               | 2R 3:16 TKO（右アッパー→パウンド）  | UFC on ESPN 55: Nicolau vs. Perez                           | 2024年4月27日  |
| ×    | アンソニー・スミス               | 5分3R終了 判定1-2                   | UFC Fight Night: Holloway vs. The Korean Zombie             | 2023年8月26日  |
| ×    | ニキータ・クリーロフ             | 1R 3:38 三角絞め                    | UFC Fight Night: Yan vs. Dvalishvili                        | 2023年3月11日  |
| ○    | ドミニク・レイエス               | 1R 1:20 KO（左ジャブ）              | UFC 281: Adesanya vs. Pereira                               | 2022年11月12日 |
| ○    | イオン・クテラバ                 | 1R 2:22 ギロチンチョーク            | UFC on ESPN 36: Błachowicz vs. Rakić                        | 2022年5月14日  |
| ×    | アンソニー・スミス               | 1R 3:47 リアネイキドチョーク        | UFC Fight Night: Smith vs. Spann                            | 2021年9月18日  |
| ○    | ミシャ・サークノフ               | 1R 1:11 TKO（左フック→パウンド）    | UFC Fight Night: Edwards vs. Muhammad                       | 2021年3月13日  |
| ×    | ジョニー・ウォーカー             | 1R 2:43 KO（パウンド）              | UFC Fight Night: Covington vs. Woodley                      | 2020年9月19日  |
| ○    | サム・アルビー                   | 5分3R終了 判定2-1                   | UFC 249: Ferguson vs. Gaethje                               | 2020年5月9日   |
| ○    | デビン・クラーク                 | 2R 2:01 ギロチンチョーク            | UFC Fight Night: Joanna vs. Waterson                        | 2019年10月12日 |
| ○    | アントニオ・ホジェリオ・ノゲイラ | 1R 2:07 KO（左アッパー→パウンド）   | UFC 237: Namajunas vs. Andrade                              | 2019年5月11日  |
| ○    | ルイス・エンリケ                 | 5分3R終了 判定3-0                   | UFC Fight Night: Santos vs. Anders                          | 2018年9月22日  |
| ○    | エミリアーノ・ソルディ           | 1R 0:26 ギロチンチョーク            | Dana White's Contender Series 10                            | 2018年6月19日  |
| ○    | アレックス・ニコルソン           | 1R 4:24 KO（右ストレート→パウンド） | LFA 32 【LFAライトヘビー級王座決定戦】                      | 2018年1月26日  |
| ○    | ミーロン・デニス                 | 1R 3:08 KO（右ストレート→パウンド） | LFA 27                                                      | 2017年11月10日 |
| ○    | レマーカス・タッカー             | 1R 2:55 リアネイキドチョーク        | LFA 23                                                      | 2017年9月22日  |
| ×    | カール・ロバーソン               | 1R 0:15 KO（肘打ち連打）            | Dana White's Contender Series 3                             | 2017年7月25日  |
| ○    | ローマン・ピッツォラート         | 1R 0:20 ギロチンチョーク            | WFC 72                                                      | 2017年5月13日  |
| ×    | トレヴィン・ジャイルズ           | 5分3R終了 判定1-2                   | LFA 3                                                       | 2017年2月10日  |
| ×    | ロバート・ドリスデール           | 2R 2:58 リアネイキドチョーク        | Legacy FC 58 【LegacyFCライトヘビー級王座決定戦】           | 2016年7月22日  |
| ○    | アーロン・デイビス               | 1R 2:53 ギロチンチョーク            | Legacy FC 52                                                | 2016年5月5日   |
| ×    | レオ・レイト                     | 5分5R終了 判定0-3                   | Legacy FC 48 【LegacyFCミドル級タイトルマッチ】             | 2015年11月13日 |
| ○    | ラリー・クロウ                   | 1R 0:08（右フック→パウンド）        | Legacy FC 42                                                | 2015年6月26日  |
| ○    | ドワイト・ギプソン               | 1R 4:39 ギロチンチョーク            | VFA: Round 5                                                | 2015年5月9日   |
| ○    | アルテナス・ヤング               | 3R 2:32 ギロチンチョーク            | Fury Fighting 4                                             | 2015年2月13日  |
| ×    | ブランドン・ファラン             | 1R 0:21 TKO（パンチ連打）           | Hero FC:Best of the Best 3 【HeroFCミドル級タイトルマッチ】 | 2014年9月12日  |
| ○    | ランディ・マッカーティ           | 1R 0:08 KO（右フック→パウンド）     | Hero FC:Best of the Best 【HeroFCミドル級タイトルマッチ】   | 2014年2月1日   |
| ○    | ジョノベン・パティ               | 1R 2:32 ギロチンチョーク            | Hero FC: Texas Pride                                        | 2013年9月28日  |
| ○    | ブランドン・アトキンス           | 1R 0:44 ギロチンチョーク            | Hero FC: Pride of the Valley 2                              | 2013年6月21日  |
| ○    | スティーブン・サモラ             | 1R 2:25 リアネイキドチョーク        | El Orgullo del Valle                                        | 2013年3月16日  |
| ○    | アーロン・レブルン               | 1R リアネイキドチョーク             | VFA: Round 1                                                | 2013年2月16日  |

## 獲得タイトル
- 初代LFAライトヘビー級王座（2018年）
- Hero FCミドル級王座（2014年）

## 表彰
- UFCパフォーマンス・オブ・ザ・ナイト（3回）